# Орієнтування
Орієнтува́ння (з латинського орієнс — схід) на місцевості — визначення свого місця розташування відносно сторін горизонту.
Основні сторони горизонту — північ, південь, захід і схід, проміжні — північний схід, південний схід, північний захід та південний захід.
Орієнтуватись на місцевості найкраще та найнадійніше по карті та компасу. Наближене орієнтування можливе по місцевих орієнтирах (природних і штучних), положенні Сонця, Місяця, зір, а також за допомогою радіо-, світлових і звукових сигналів.

## Орієнтування на місцевості

Орієнтування по карті велотуристів у Криму. Україна.

Орієнтуватися на місцевості можна за природними об'єктами і по карті.

### Орієнтування по карті[1][2]
Орієнтування на місцевості по карті — давній і загальновідомий спосіб орієнтування. При такому орієнтуванні на місцевості знаходять орієнтири (вежі, гори, річки тощо), визначають відстань до них і знаходять їх на карті, після чого визначають по карті своє місцерозташування.

### Орієнтування за Сонцем
У ясний день можна орієнтуватися за Сонцем. Опівдні, о 12 год, Сонце знаходиться на півдні. Тому в Північній півкулі тінь від предметів завжди направлена на північ. Лінію тіні «Північ–південь» називають полуденною лінією
Орієнтування за Сонцем та годинником
Сторони горизонту в сонячний день можна визначити за допомогою годинника. Годинник кладуть на долоню та направляють годинникову стрілку на Сонце. Не змінюючи положення годинника, поділяють кут між годинниковою стрілкою та цифрою 1 на циферблаті навпіл. Лінія, яка ділить цей кут, і буде вказувати напрямок на південь. Знаючи напрямок на південь, легко визначити напрямок на північ, захід, схід. До полудня треба ділити навпіл кут між годинниковою стрілкою та цифрою 1 на циферблаті по ходу стрілки (з лівої сторони циферблата), а після полудня — за ходом стрілки, тобто, з правої сторони.

### Орієнтування по зірках
У Північній півкулі орієнтуються по Полярній зорі, що вказує на північ. Полярна зоря — найяскравіша зірка у сузір'ї Малої Ведмедиці. Вона розміщена поблизу Північного полюса. Якщо стати обличчям до Полярної зорі, то це буде напрямок на північ, за спиною у нас буде південь, по праву руку схід, по ліву — захід

### Орієнтування за предметами на місцевості
Визначення сторін горизонту за різними ознаками місцевих предметів менш надійне. Користуються ним лише за відсутності компаса.
- Мохи та лишайники люблять багато вологи, тому вкривають стовбури дерев та камені більш рясно та густо з північної сторони, яка повільніше висихає, тому що на неї не потрапляють сонячні промені. Це ж стосується і грибів, які ростуть з північної сторони дерев, кущів та пеньків[4].
- Кора дерев товстіша і грубіша з північного боку.
- Ягоди дозрівають швидше з південної сторони куща, яка краще освітлюється й нагрівається сонячними променями, ніж північна.
- Поодиноке дерево на відкритому просторі має густіші та довші гілки з південної сторони.
- Річні кільця у дерева з південного боку більш потовщені в порівнянні з північним.
- Мурахи будують мурашники з південної сторони дерев та пеньків. Один схил мурашника пологий, він завжди повернутий на південь, а інший — крутий схил — на північ.
- На південних схилах горбів та ярів сніг розтає швидше, ніж на північних, тому що вони краще нагріваються сонячними променями.

## Спортивне орієнтування
Спортивне орієнтування включає різні змагання у швидкісному орієнтуванні й пересуванні на місцевості з використанням великомасштабної карти і компаса.
Розрізняють три види змагань з орієнтування:
- спортсмен в певній послідовності відшукує на місцевості контрольні пункти (КП), місце розташування яких нанесене на карту, що отримується на старті, самостійно вибирає дорогу між ними;
- спортсмен пересувається по розміченій трасі і, зустрічаючи КП, визначає, відзначає на карті їх місцезнаходження (на карті траса не позначена);
- з відмічених на карті КП спортсмен вибирає для знаходження таке їх поєднання і кількість яке дозволяє йому набрати максимальну суму очок за контрольний час.

Змагання бувають особисті, особисто-командні і командні, можуть проводитися в денний і нічний час; спортсмени пересуваються бігом, на лижах, велосипедах, мотоциклах, човнах і ін. (залежно від умов змагань). Довжина дистанції: до 30 км для чоловіків, до 15 км. — для жінок.
Змагання з орієнтування вперше були проведені в Норвегії в 1897 році. З початку XX ст. орієнтування отримало розвиток в скандинавських країнах, з середини 1940-х рр. — в Чехословаччині, Угорщині, Болгарії, НДР (Німецька Демократична Республіка). В 1961 р. заснована Міжнародна федерація спортивного орієнтування (IOF), яка в 1973 р. об'єднувала національні федерації 21 країни. Орієнтування культивується в 40 країнах. З 1966 р. проводиться першість світу зі спортивного орієнтування, найбільших успіхів добивалися шведи, фіни, норвежці (спортсмени СРСР у чемпіонатах світу не брали участь).
У СРСР в 2-й половині 40-х рр. проводилися змагання з орієнтування для туристів. З кінця 50-х рр. орієнтування стало розвиватися як самостійний вигляд спорту (спочатку в прибалтійських союзних республіках, Москві й Ленінграді). В 1963 р. затверджені перші правила, створена Центральна комісія зі зльотів і змагань (нині Центральна секція О.) при Центральній раді з туризму ВЦРПС, проведені перші всесоюзні змагання. В 1965 р. орієнтування включено в Єдину всесоюзну спортивну класифікацію, в 1971 — в комплекси «Готовий до праці і оборони» і «Готовий до захисту Батьківщини». У 1973 р. в секціях спортивного орієнтування займалося понад 300 тис. людей. З них близько 400 майстрів спорту. З 1965 р. збірна команда СРСР бере участь у міжнародних змаганнях з орієнтування, в 1967 р., 1970-71-х р. вона виграла Кубок світу і дружби.